# Takahide Umebachi
Takahide Umebachi (japanisch 梅鉢 貴秀 Umebachi Takahide; * 8. Juni 1992 in Takatsuki) ist ein japanischer Fußballspieler.

## Karriere
Umebachi erlernte das Fußballspielen in der Schulmannschaft der Kansai University Daiichi High School. Seinen ersten Vertrag unterschrieb er 2011 bei den Kashima Antlers. Der Verein spielte in der höchsten Liga des Landes, der J1 League. 2011, 2012 und 2015 gewann er mit dem Verein den J.League Cup. Für den Verein absolvierte er 27 Erstligaspiele. 2016 wurde er an den Zweitligisten Montedio Yamagata ausgeliehen. Für Yamagata absolvierte er vier Ligaspiele. 2017 kehrte er zu den Kashima Antlers zurück. 2018 wechselte er zum Zweitligisten Zweigen Kanazawa. Für Zweigen absolvierte er 32 Ligaspiele. Der Drittligist SC Sagamihara nahm ihn ab 2020 unter Vertrag. Im gleichen Jahr  wurde er mit dem Verein aus Sagamihara Vizemeister und stieg in die zweite Liga auf. 2021 belegte man in der zweiten Liga den 19. Tabellenplatz und stieg wieder in die dritte Liga ab.

## Erfolge
Kashima Antlers
- J1 League

Vizemeister: 2017
- J.League Cup

Sieger: 2011, 2012, 2015